# (17826) Normanwisdom
(17826) Normanwisdom ist ein Asteroid des Hauptgürtels, der am 3. April 1998 vom australischen Amateurastronomen John Broughton an seinem privaten Reedy-Creek-Observatorium (IAU-Code 428) in Queensland, Australien, entdeckt wurde.
Der Asteroid wurde am 5. Juli 2001 nach dem britischen Schauspieler Norman Wisdom (1915–2010) benannt, der vornehmlich in der zweiten Hälfte des 20. Jahrhunderts durch sein slapstickhaftes Auftreten zu großer Popularität gelangte. Er stand bis ins hohe Alter auf der Bühne und wurde am 6. Juni 2000 zum Ritter geschlagen, nachdem er bereits 1995 zum Officer of the Order of the British Empire (OBE) ernannt worden war.